# Avant-poste (fortification)
Pour les articles homonymes, voir Avant-poste.

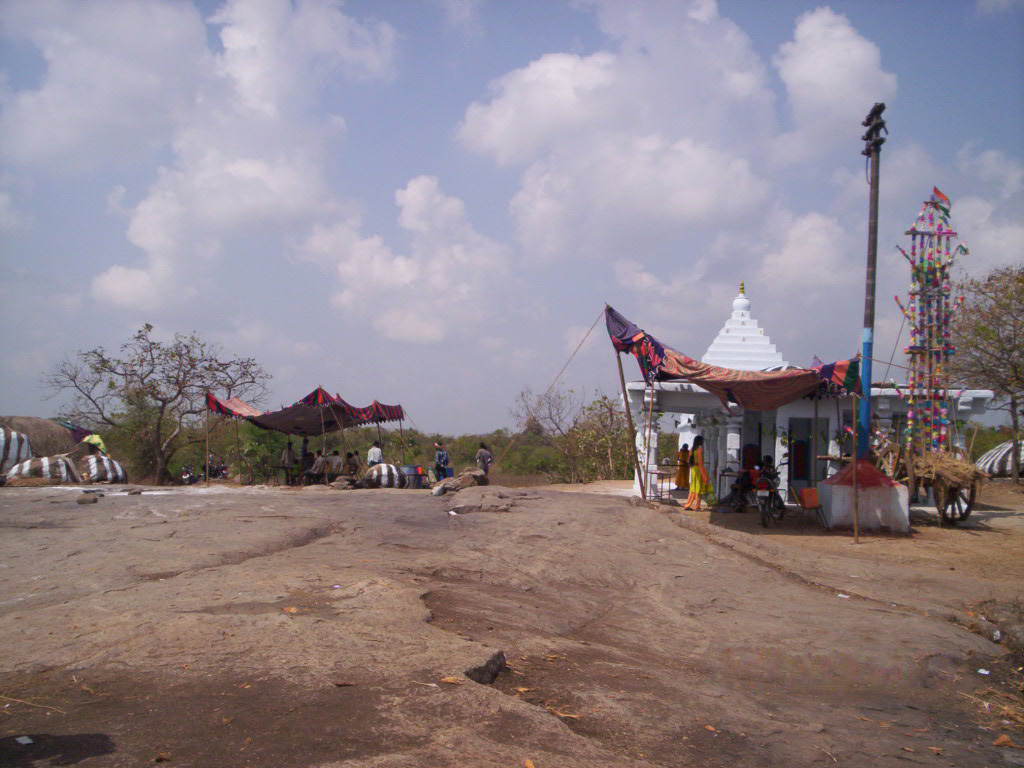
Avant poste de police près du temple de Mallanna swamy (Inde)

Un avant-poste est un détachement de troupes placé à une certaine distance en avant du gros des troupes d'une formation militaire. En général dans un endroit discret et peu fréquenté.
L'avant-poste a pour objectif de prévenir contre des intrusions ou une attaque surprise.
L'avant-poste peut être installé à titre temporaire par rapport à une armée en déplacement. Ou au contraire, être constitué d'un petit établissement militaire permanent, en avant de fortifications plus importantes, sur une frontière ou dans une région disputée.